# Azneem Ahmed
Azneem Ahmed (ur. 1989 w Kulhudhuffushi) – malediwski lekkoatleta, olimpijczyk.
Reprezentował Malediwy na igrzyskach olimpijskich 2012 w Londynie w biegu na 100 m. W preeliminacjach z czasem 10,79 s ustanowił rekord kraju i awansował dalej. W swoim biegu w pierwszej rundzie zajął ostatnie miejsce z czasem 10,84 s i odpadł z dalszej rywalizacji.

## Rekordy życiowe
| Dystans            | Wynik (s) | Miejsce | Data            |
| ------------------ | --------- | ------- | --------------- |
| bieg na 100 metrów | 10,79     | Londyn  | 4 sierpnia 2012 |
| bieg na 200 metrów | 21,70     | Malakka | 14 maja 2011    |